# Пемонська мова
Пемонська мова (або іспанською Pemón) є корінною мовою з карибської мовної сім'ї, якою розмовляє близько 30 000 представників народу пемон на південному сході Венесуели, зокрема в національному парку Канайма, у штаті Рорайма в Бразилії та в Гаяні.
Він охоплює кілька діалектів, у тому числі арекуна, камаракота, камаракото, інгаріко, тауліпанґ і таурепан (камаракото може бути окремою мовою). Мова пемон також може бути відома та неофіційно позначатися одним із двох діалектів арекуна або інґаріко, або неправильно під назвою капон, яка зазвичай позначає іншу близькоспоріднену невелику групу мов.
Пемонська мова разом з макуші та капонґ складають групу близькоспоріднених венесуельських карибських мов. Інколи ті, хто розмовляють мовою пемон, називають свою мову капонґ, попри те, що ця назва використовується на позначення мови капонґ. Ці чотири мови (макуші, пемон, та два діалекти капонґ: акавайо та патамона) утворюють групу мов пемонґан (або пемонґ). Широкі терміни капон (або капонґ) і вибіркові інґаріко також використовуються місцево як загальний етнонім, що об'єднує народи пемон, акавайо та патамона (і іноді також народ макуші), і також може використовуватися для позначення група чотирьох мов пемонґан (або пемонґ), якими вони розмовляють.

## Типологія
Тип синтаксису мови п — SOV із заміною на OVS.

## Написання
Пемонська мова була неписемною до 20 століття. Потім були докладені зусилля для створення словників і граматик, насамперед католицькими місіонерами, особливо Армельядою та Гутьєрресом Салазаром. Було використано латинський алфавіт із додаванням діакритичних знаків для представлення деяких фонем, яких немає в іспанській мові.

## Фонологія

### Голосні
Пемон (діалект Арекуна) має такі голосні:
|                | Передній | Середній | Задній |
| -------------- | -------- | -------- | ------ |
| Високі         | i        | ɨ        | u      |
| Низько-середні | e        | ɤ        | o      |
| Низькі         |          | a        |        |

Існують тексти, які містять лише іспанські символи, без розрізнення між такими парами, як /o/ та /ɤ/. Дифтонги: [aɪ, au, ɔɪ, eɪ].

### Приголосні
|             | Губні | Зубні | Ясенні | Середньопіднебінні | Задньоязикові |
| ----------- | ----- | ----- | ------ | ------------------ | ------------- |
| Проривні    | p     | t     |        |                    | k             |
| Фрикативні  |       |       | s      |                    |               |
| Носові      | m     | n     |        |                    |               |
| Одноударні  |       |       | ɾ      |                    |               |
| Апроксимант |       |       |        | j                  | w             |

Алофонами /s n k j/ є [tʃ ŋ ʔ ʎ].

## Граматика
Займенники в пемонській мові:
| Пемон         | англійська     |
| ------------- | -------------- |
| yuré          | я, мені        |
| amäre         | ти (однина)    |
| muere, mesere | він, вона      |
| urekon        | ми             |
| ina           | ми (ексклюзив) |
| amärenokon    | ти (множина)   |
| ichamonan     | вони, їх       |